# Mallochohelea albihalter
Mallochohelea albihalter är en tvåvingeart som beskrevs av Wirth 1962. Mallochohelea albihalter ingår i släktet Mallochohelea och familjen svidknott. Inga underarter finns listade i Catalogue of Life.